# Pandemia de COVID-19 en Sebastopol
El primer caso de la pandemia de enfermedad por coronavirus en Sebastopol se confirmó el 27 de marzo de 2020. Hay cinco casos confirmados. Sebastopol forma parte de la península de Crimea, un territorio controlado por Rusia y reclamada por Ucrania, el gobierno ruso incluye el conteo de Sebastopol en su lista nacional.

## Cronología

### Marzo
El 19 de marzo el gobierno local ruso declaró cuarentena total obligatoria en toda la ciudad, los estudios superiores deberán seguirse a distancia.
El 30 de marzo el gobierno local ruso informó que había cinco casos confirmados provenientes de la República de Crimea.

### Abril
El 18 de abril, se habían registrado 12 casos de la enfermedad en la ciudad.
El 23 de abril ascendió a 23 los números de contagios.